# Joscha Fischer-Antze
Joscha Fischer-Antze (* 18. Februar 1944; † 18. März 2023; eigentlich: Jost-Vinzent Fischer-Antze) war ein deutscher Synchronsprecher. Bekannt wurde er vor allem als deutsche Synchronstimme der Figur Dagobert Duck, die er seit DuckTales: Der Film – Jäger der verlorenen Lampe als Nachfolger von Hermann Ebeling fast ausschließlich synchronisierte.

## Leben
Fischer-Antze war bereits in den 1960er Jahren als Schauspieler und Synchronsprecher tätig. Er synchronisierte des Öfteren in Fernsehserien wie Bonanza, Auf der Flucht, Batman oder Dallas. Bekannt wurde er vor allem als deutsche Synchronstimme von Christopher Lloyd als Jim Ignatowski in der von Sat.1 erstellten Synchronfassung von Taxi oder Nemesis in Die Schlümpfe. Einen hohen Bekanntheitsgrad erlangte Fischer-Antze als deutsche Synchronstimme der Figur Dagobert Duck, die er ab 1991 von Hermann Ebeling übernahm. Darüber hinaus war Fischer-Antze in etlichen Videospielen zu hören, so zum Beispiel als Morris in Black Mirror oder in mehreren Werken von Daedalic Entertainment. Einzelne Filmrollen übernahm er auch, so in dem 1974 ausgestrahlten Fernsehfilm Der Tod der Schneevögel.
Fischer-Antze war der Enkel des deutschen Schachmeisters und Arztes Oskar Antze. Er lebte in Bremen.

## Synchronrollen (Auswahl)
Alan Young
- 1983: als Ebeneezer Scrooge (Dagobert Duck) in Mickys Weihnachtserzählung (1999 synchronisiert)
- 1987–1990: als Dagobert Duck in DuckTales – Neues aus Entenhausen (2. Stimme)
- 1990: als Onkel Dagobert in DuckTales: Der Film – Jäger der verlorenen Lampe
- 1992: als Dagobert Duck in Raw Toonage – Kunterbuntes aus der Trickkiste
- 1999–2000: als Dagobert Duck in Neue Micky Maus Geschichten
- 1999: als Onkel Dagobert in Mickys fröhliche Weihnachten
- 2001–2003: als Dagobert Duck in Mickys Clubhaus
- 2004: als Onkel Dagobert in Mickys turbulente Weihnachtszeit

### Filme
- 1987: Will Ryan als Dagobert Duck in Goofy im Fußballfieber
- 1989: Jeff O’Haco als Halbblut in Indiana Jones und der letzte Kreuzzug
- 1996: Jerry Orbach als Sa’luk in Aladdin und der König der Diebe
- 2004: Lance LeGault als Junior, der Büffel in Die Kühe sind los
- 2005: Shane Rangi als General Otmin in Die Chroniken von Narnia: Der König von Narnia
- 2005: Richard Griffiths als Prostetnik-Vogon Jeltz in Per Anhalter durch die Galaxis
- 2006: Philippe Catoire als Dompfaf in Asterix und die Wikinger (Kinofassung)
- 2010: Hulk Hogan als Hulk Hogan in The Roast of David Hasselhoff
- 2016: Robin Atkin Downes als Detective Harvey Bullock in Batman: The Killing Joke
- 2017: John Goodman als Igon Siruss in Valerian – Die Stadt der tausend Planeten
- 2019: Stephen Graham als Gruagach in Hellboy – Call of Darkness

### Serien
- 1978–1983: Christopher Lloyd als Reverend Jim Ignatowski in Taxi (Sat.1-Synchronfassung)
- 1981–1989: Frank Welker als Nemesis in Die Schlümpfe
- 1987–1994: Ron Gans und Mart McChesney als Armus (S1 E23; S2 E22) und als Sheliak (S3 E2) in Raumschiff Enterprise – Das nächste Jahrhundert

## Hörspiele (Auswahl)
- 2011: als Mr. Laslokow in Die drei Fragezeichen Kids Folge 21 – Die Geisterjäger
- als Dagobert Duck in Mickys total verrücktes Fußballspiel

## Videospiele (Auswahl)
- 1998: Dark Project: Der Meisterdieb
- 1999: Legacy of Kain: Soul Reaver als Alter Gott
- 2001: Gangsters 2: Vendetta als Erzähler
- 2001: Aquanox als Hadespriester, Leo van der Waal
- 2001: Legacy of Kain: Soul Reaver 2 als Alter Gott
- 2003: Black Mirror (Morris)
- 2003: Legacy of Kain: Defiance als Alter Gott
- 2003: Fenimore Fillmore – The Westerner
- 2006: Harry Potter und der Feuerkelch als Alastor "Mad-Eye" Moody
- 2007: Legend: Hand of God als Jurek
- 2009: Ceville als Dämon Horny
- 2009: BattleForge
- 2009: Tropico 3 als Stimme von El Presidente (männlich)
- 2009: Dragon Age: Origins
- 2009: Runaway: A Twist of Fate
- 2011: Tropico 4 als Stimme von El Presidente (männlich)
- 2011: The Elder Scrolls V: Skyrim als Mehrunes Dagon, Daedraprinz der Zerstörung / Khajiit (männlich)
- 2011: Star Wars: The Old Republic als General Var Suthra
- 2012: Deponia als Ulysses
- 2012: Mass Effect 3 als Henry Lawson u. a.
- 2012: Of Orcs and Men
- 2012: Dishonored: Die Maske des Zorns als Oberaufseher Thaddeus Campbell
- 2013: The Night of the Rabbit als Alter Magier von Mauswald
- 2013: Goodbye Deponia als Ulysses / Spediteur / Opa Bozo
- 2014: The Elder Scrolls Online
- 2014: Wolfenstein: The New Order als Roman Targonski
- 2014: Tropico 5 als Stimme von El Presidente (männlich)
- 2014: Sacred 3
- 2015: Fallout 4
- 2016: Deponia Doomsday als Ulysses, Nilbot / Killbot / Thrillbot / Grillbot / Chillbot / Illbot
- 2017: Mass Effect: Andromeda als Nakmor Drack
- 2017: Die Säulen der Erde
- 2019: Tropico 6 als Stimme von El Presidente (männlich)
- 2022: A Plague Tale: Requiem als Arnaud